# Silverton (Ohio)
Pour les articles homonymes, voir Silverton.
Silverton est un village américain situé dans le comté de Hamilton, dans l'Ohio. Selon le recensement de 2010, sa population est de 4 788 habitants.